# První bílý teror
První bílý teror (ve francouzštině Terreur Blanche, odvozeno od bílých kokard, jež na čepicích nosili royalisté) bylo období během Velké francouzské revoluce v roce 1795, během kterého se přes Francii přehnala vlna útoků proti osobám spojeným s obdobím jakobínského teroru (zejména následovníkům Maximiliena Robespierra a Jeana Paula Marata či členům místních jakobínských spolků). Jednalo se o sérii nekoordinovaných útoků proti bývalým jakobínům, obvykle páchaných místními aktivisty, které spojovaly jejich názory, nikoli však centrální organizace. V některých oblastech, například v Provence a Lyonu, se ve stejné době objevily i jiné, více organizované protirevolucionářské skupiny.

## Kořeny
Po pádu jakobínského teroru panovala ve Francii roku 1794 všeobecná nespokojenost obyvatelstva zejména kvůli ekonomické situaci - kontrola mezd, zavedená za minulého režimu, byla postupně zmírňována, avšak veřejnost stále požadovala zvýšení mezd. Kvůli nedostatku základního zboží byly zavedeny cenové stropy, které zajišťovaly, že toto zboží vynášelo alespoň minimální zisk, tyto však byly 24. prosince zrušeny ve víře, že obnovení volné ekonomiky zabrání nedostatku a obnoví mezinárodní trh. Tyto snahy se minuly účinkem a nadcházející tuhá zima situaci nevylepšila - jejím jediným pozitivem bylo zamrznutí Rhôny a tím umožněný přechod francouzských vojsk přes led do Holandska. Špatná úroda toho roku padla z velké části taktéž na udržení armády.
Proti přetrvávajícímu hladomoru se Francie pokoušela bojovat dovážením obilí ze zahraničí (zejména pobaltí či severní Afriky), které však kvůli špatnému počasí nemohlo být řádně rozvezeno po státě - buď kvůli sněhovým vánicím a náledí, nebo naopak kvůli povodním, které vznikaly po roztátí ledu. Některá větší města (například Paříž či Lyon) se neúspěšně pokoušela nahradit obilí rýží. V těch samých místech si na jaře, když se zlepšily možnosti rozvozu obilí, si místní autority půjčovaly peníze na dotování cen chleba, díky čemuž se chleba dostávalo většině měšťanů, přestože tento postup často vedl k zadlužení dané autority; metoda se také nedala uplatnit na periferii či v koloniích.
Tou dobou se již začal plně projevovat vliv zrušení cenového stropu - maso v Paříži mezi prosincem a dubnem zdražilo na trojnásobek, máslo na více než dvojnásobek. Parlament již neměl dostatek peněz na udržení zahraničních vojenských intervencí, což vedlo k opětovnému pozvolnému zvyšování daní, kvůli podzimnímu deficitu byly také sníženy zisky farmářů. Farmáři byli tou dobou placeni v tzv. assignatech, které byly tištěny ve velkém, aby byl deficit snížen, jejich cena tím pádem klesla na pouhých 8% původní hodnoty.
Mezitím také pokračovala antijakobínská kampaň v Paříži, kde muscadini vedení Fréronem v divadlech narušovali představení pokřiky, napadali osoby v červených čapkách, káceli stromy svobody a pokoušeli se odstranit stopy minulého jakobínského režimu. Nový tisk Le tribun du peuple, vedený radikálním demokratem a bývalým feudálním právíkem Babeufem, volal na konci ledna po návratu ústavy z roku 1793, tehdy se však minul účinkem a přibližně po týdnu byl utnut Babeufovým zatčením policií.
V březnu se systém přídělů chleba zhroutil. Obyvatelstvo začalo vzpomínat na období před 9. thermidorem, kdy byla ekonomická situace lepší, napětí vyvrcholily opakovanými útoky na budovu konventu; skupina žen přišla ke konventu s peticí pro lepší zásobování chlebem. 1. dubna skupina čítající okolo 10 000 lidí zejména z východní Paříže vpadla do budovy konventu a po několik hodin volali po chlebu a konstituci z roku 1793 - neúspěšně. Podobné akce se v menším měřítku odehrály i v jiných částech země.
Tato situace vzbouřila nejprve royalisty, kteří si připomínali dřívější doby, kdy se panovník přinejmenším staral o potřeby svých poddaných - největšími problémy byl nedostatek chleba, hladomor a chudoba. Navzdory snahám nové vlády hladomor zmírnit nebylo možné zásobovat obyvatelstvo větším množstvím chleba, protože ten vůbec nebyl. Počátky Bílého teroru tak měly podobu spíše vzpoury royalistů vůči nové vládě a teprve později nabraly podobu odplaty vůči přeživším jakobínům.
Klíčovým byl zákon 10. dubna, který povolil místním úředníkům odzbrojovat či zatýkat podezřelé osoby - vzhledem k faktu, že většina těchto úředníků byla dosazena Thermidorskými reprezentanty a někteří z nich se velmi horlivě snažili se jim za získané postavení odvděčit, bývali často zavírání bývalí jakobíni (obvykle kolaboranti nového režimu, méně významní členové apod.). Ve většině státu toto nepředstavovalo příliš velký problém a uvěznění byli propuštěni do podzimu, avšak v údolí Rhôny, Provenci a východním Languedocu, kde byla velmi rozšířená vendeta a odplatné akce, to představovalo výbornou šanci neozbrojené jakobíny napadat. Také z tohoto důvodu byl Teror právě v těchto oblastech nejbrutálnější.

## Časová osa událostí
- srpen–říjen 1794 – nově necenzurovaný tisk umožňuje pravicovým pařížským novinám volat po odplatě na jakobínech skrze popis postupů a potenciálních cílů. Thermidoriánští vyslanci v provinciích otevírají věznice a vyvolávají touhu po pomstě na jakobínech (Bourg, Avignon a Auguis, Marseille), ruší místní jakobínské výbory a uvězňují osoby s nimi spojené[6]
- 2. únor 1795 – masakr jakobínských vězňů v Lyonu rozběsněným davem[7]
- 14. únor 1795 – člen bývalého revolučního konventu Joseph Fernex zavražděn davem a hozen do Rhôny[8]
- 30. březen 1795 – riziko vraždy jakobínů v Lyonu dosahuje takové úrovně, že zadržení jsou odvezeni do Roanne a Mâconu[9]
- 7. duben 1795 – bývalý jakobínský poslanec Johannot je zavražděn v Saint-Étienne
- 19. duben 1795 – šest uvězněných jakobínů je zavražděno při cestě do města v Lons le Saunier
- 4. květen 1795 - vězení v Lyonu systematicky napadána skupinami o 100-200 osobách, vězni zavražděni
- 11. květen 1795 – třicet uvězněných jakobínů je zavražděno v Aix-en-Provence, Jean-Antoine Courbis je zavražděn v Nîmes[10]
- 20. květen 1795 – armáda potlačuje povstání sansculotů v Paříži
- 23. květen 1795 – je zřízena komise na souzení povstalců, která jednotky odzbrojí, vydá 36 rozsudků smrti. Okolo 1200 lidí je uvězněno v Paříži, několik desítek tisíc v provinciích[11]
- 25. květen 1795 –  Několik uvězněných jakobínů v Tarasconu je zabito
- 2. červen 1795 – dvanáct jakobínů zavražděno v Saint-Étienne
- 5. červen 1795 – v Marseille, 700 jakobínů je zmasakrováno ve věznici v pevnosti Saint-Jean
- 27. červen 1795 – člen bývalého revolučního tribunálu je v Orange zavražděn a hozen do Rhôny[12]

## Události

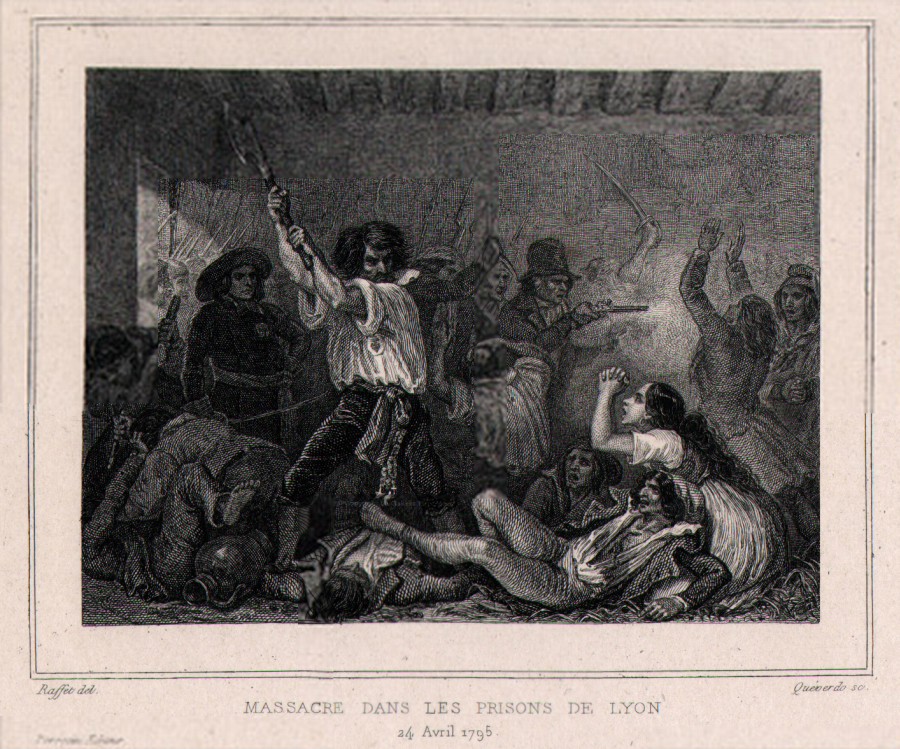
Masakr v Lyonských věznicích, rytina od A. Raffeta, 1823

Již v raném únoru bylo v Nimes několik bývalých jakobínských úředníků zavražděno národními gardisty při zdánlivém přesunu do vězení, tou dobou byl také v Avignonu lynčován jeden člen bývalé lidové oranžské komise. 4. května v Lyonu byla vězení systematicky napadána skupinami o velikosti 100-200 osob, přičemž uvěznění byli nemilosrdně masakrováni. Po týdnu přibylo dalších 60 mrtvých v Aix a 24 v Tarasconu; 5. května dalších 100. Celé léto byly prováděny menší útoky na jednotlivce na jihu a východě Francie; na konci léta počet obětí dosáhl až 2000 mrtvých.
Motivací většiny útoků byla odplata konkrétním jedincům z řad jakobínů za škody napáchané za minulého režimu (mnoho hlavních aktérů byli příbuzní osob odsouzených jakobíny k smrti, popřípadě lidé, kteří kvůli nim přišli o majetek), proto se po vyvraždění klíčových osob situace opět zmírnila. Část hlavních činitelů byla také zatčena. První bílý teror měl vliv zejména na uzavření té kapitoly historie Francie, v níž jakobíni figurovali, a kompletní decimaci zbytků jakobínské strany - z této čistky se beztak upadající minulá strana již nikdy nevzpamatovala a postupně zanikla.